# اليعربية خس عجيل (الرقة)
اليعربية_خس عجيل قرية سورية تتبع ناحية الكرامة في منطقة مركز الرقة في محافظة الرقة. بلغ عدد سكانها 2525 نسمة في عام 2004 حسب إحصاء المكتب المركزي للإحصاء.